# کریسوو
کریسوو (به آلمانی: Kriesow) یک شهر در آلمان است که در Mecklenburgische Seenplatte District واقع شده‌است. کریسوو  ۳۶۹ نفر جمعیت دارد.